# Бошан, Пьер
Пьер Бошан (фр. Pierre Beauchamp; 30 октября 1631—1705) — французский хореограф, балетмейстер

, танцор и композитор.

## Биография
Пьер Бошан родился 30 октября 1631 года в Версале.
За свой талант в хореографическом искусстве был назначен в 1664 году директором Академии танца и главным интендантом придворного балета, а спустя несколько лет — балетмейстером.
Бошан первый стал выпускать на сцену дам, тогда как до него женские роли исполнялись мужчинами в женском одеянии.
Заслуга его в истории танцевального искусства состоит в том, что он старался придать танцам на сцене больше оживления, разнообразия и выразительности, чем прежде, тогда как до него под балетом разумели исполнение паваны, гавота или вообще какого-либо хороводного танца, который вставлялся в пьесу в виде интермеццо.
Согласно «ЭСБЕ», Бошан первым во Франции подчинил танец определённым правилам, ещё до сих пор сохранившимся в танцевальных школах; наконец, ему же приписывается изобретение так называемых пяти позиций (англ. Beauchamp-Feuillet notation).
Пьер Бошан умер в феврале 1705 года в городе Париже.